# Édit de juin 1751
L'édit de juin 1751 est un édit du duc Stanislas Leszczynski, ayant modifié de manière importante l'organisation administrative des duchés de Lorraine et de Bar.
Cet édit a entre autres supprimé le bailliage lorrain d'Allemagne et réduit la taille de ceux de Nancy et de Vôge.

## Contexte
L'édit diminua le nombre des juridictions, ne laissant subsister comme prévôtés que celles de nouvelle création, au nombre de sept, et divisa la Lorraine et le Barrois en juridictions bailliagères connues sous le nom de bailliages, grands et petits.
Les grands bailliages, au nombre de dix-huit, placés dans les localités les plus importantes, comptaient onze magistrats et un bailli d’épée ; les petits bailliages, au nombre de dix-sept, comptaient cinq magistrats et un bailli d’épée.
Les bailliages créés en juin 1751 étaient tribunaux de première instance pour bon nombre d’affaires, mais ils en jugeaient d’ailleurs beaucoup en dernier ressort ; leur compétence en matière criminelle était très étendue, et dans beaucoup de cas en dernier ressort. Les bailliages, comme les prévôtés, ressortissaient en appel soit au parlement de Metz, soit à la cour souveraine de Nancy.